# Championnat des Samoa américaines féminin de football
Le championnat des Samoa américaines de football féminin est une compétition de football féminin créée en 2004. 

## Palmarès
| Saison    | Champion                                         |
| --------- | ------------------------------------------------ |
| 2004-2005 | Black Roses                                      |
| 2006      | Black Roses                                      |
| 2007      | Black Roses                                      |
| 2008      | PanSa Soccer Club                                |
| 2009      | Black Roses                                      |
| 2010      | Black Roses                                      |
| 2011      | Pago Youth                                       |
| 2012      | Black Roses                                      |
| 2013      | Black Roses                                      |
| 2014      | Utulei Youth (football à 9)                      |
| 2015      | Utulei Youth (football à 7)                      |
| 2016      | Tafuna Jets (football à 9)                       |
| 2017      | Royal Puma                                       |
| 2018      | Ilaoa and To'omata                               |
| 2019      | PanSa Soccer Club                                |
| 2020      | Non disputé en raison de la pandémie de Covid-19 |
| 2021      | Black Roses                                      |
| 2022      | Black Roses                                      |

## Bilan par clubs
- 9 titres : Black Roses
- 2 titres : Utulei Youth, PanSa Soccer Club
- 1 titre : Pago Youth, Tafuna Jets, Royal Puma, Ilaoa and To'omata